# 新鮮組
新鮮組（しんせんぐみ）は、「株式会社新鮮組本部」が東京を中心に展開していたコンビニエンスストアである。
ローソンとフランチャイズ契約しており、「新鮮組」の屋号で営業している店舗は現存しないが、会社としては現在も存続している。

## 概説
東京圏を中心に以下のような店舗を展開している。
ローソンのFCになる前は以下のような店舗を展開していた（店舗数は2007年）。
- コンビニエンスストア「新鮮組」（38店）
西新宿では「チコマート」跡に出店
- コンビニエンスストア「ジャストスポット」（16店）
- 2008年01月24日に、「新鮮組」及び「ジャストスポット」を一括してローソンのFC店及びメガFC契約締結を行うことが発表された。展開していたコンビニエンスストアはローソンに転換されたため、自社のコンビニエンス事業からは事実上の撤退となり、「新鮮組」の屋号で営業している店舗は現存しない。2008年5月末迄目処に順次ローソンに転換された。

- コンビニではスパムおにぎりを置いていた。ローソン転換後も一部店舗で販売を継続している。

## 沿革
- 1982年　株式会社佐竹栄商事発足。
- 1986年　加盟店第一号店オープン。
- 1987年　現在の株式会社新鮮組本部となる。
- 2022年10月1日 株式会社コモディイイダと資本業務提携を結び同社グループ入り。